# جابرييلا ميسترال

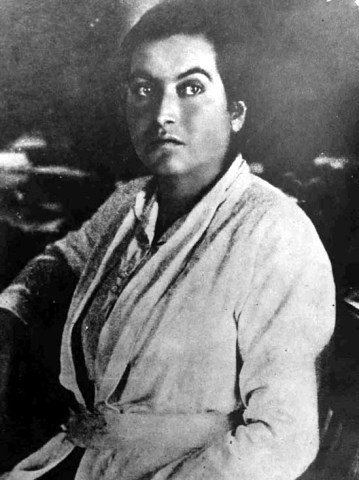
جابرييلا ميسترال في شبابها

جابرييلا مسترال (بالإسبانية: Lucila de María Godoy Alcayaga) (1889 - 1957) هو اسمٌ مستعار للوثيا دي ماريا من بيرتيتو سوكورو جودوى الكاياجا، ولدتْ في بيكوينا (7 أبريل 1889) وتوفيّتْ في نيويورك (10 يناير 1957) هي شاعرة ودبلوماسية ونسوية وتربوية تشيلية، واحدةٌ مِنَ الشّخصيات الرئيسية في الأدب التشيليّ والقاريّ، وتعدّ أولَ امرأةٍ لاتينية أمريكية والوحيدة حتّى هذه اللّحظة، حائزة على جائزة نوبل في الأدب عام 1945، حيث حصلتْ عليها «كتقدير لأعمالها الشعرية الملهمة بتعبيراتها القوية والّتي حولتْ إسمها إلى رمزٍ يمثلُ التّطلعات المثالية لشعوب أمريكا اللاتينية».

## السيرة الذاتية
هي ابنة خوان خيرونيمو جودوى بيانوبيا الّذي كان يعمل مدرسًا، من يتروزلكايجا روخاس، والّذي ينتمي إلى إحدى السّلالات الباسكية. ولدتْ غابريلا ميسترال في ييكونيا، مدينة يوجد بها الآن أحد المتاحف المخصص لها والذي يقع حيث مسقط رأسها ويحمل اسم جابرييلا ميسترال. عندما كانت تبلغ من العمر عشرة أيّام حملها والديها إلى أونيون (بيسكو الكى) وعلى الرغم من ذلك نجد أنّ جمهورها المحبوب هم مَنْ ينتمون إلى مدينة مونيس جراندي حيث عاشت فيها من سن الثلاثة أعوام حتّى سن التسعة أعوام، المكان الّذي طلبت وضع قبرها فيه كما قالت بنفسها، ويرجع أصول أجدادها من جهة الأب إلى المنطقة الحالية لانتوفاجاستا، ثمّ جريجوريو جودوى وإيزابيل بيمانويبا، أمّا من جهة الأم هم فرانسيكو الكاباجا باراثا ولوتيا روخاس ميراندا من ذرية العائلات المالكة لأراضي وادى إلكى. تمتلك جابرييلا ميسترال أختاً تدعى إميلينا مولينا الكايجا ووالدها هو روسيذرو سولينا روخاس، تعدّ معلمتها الأولى.
ترك والدها المنزل عندما كانت تبلغ من العمر قرابة ثلاث أعوام، على الرغم من ذلك كانت جابرييلا ميسترال تحبه وتدافع عنه دائماً، تروي أنّها أثناء تقليبها في الأوراق وجدتْ بعض الأبيات الشّعرية الجميلة الّتي كتبها والدها تقول: «هذه الأبيات لوالدي، هي أول أبياتٍ شعريةٍ قرأتها والّتي أيقظت بداخلي العاطفة الشعرية». عندما كانتْ تبلغ من العمر خمسة عشر عاماً أحبّت الفريدو بيديلا بيتيدا رجل ثري ووسيم وأكبر منها بنحو عشرين عاماً والّذي كانت تقوم بمراسلته قرابة العام والنصف، فيما بعد التقت بروميليو أوريتا موظف حكومي يعمل في خطوط السكة الحديدية، اقترض مالاً من المحطة التي كان يعمل بها لمساعدة أحد أصدقائه ولكنه لم يستطع تسديدها وفي الأخير انتهت حياته بالانتحار. وعقب فوزها في مسابقة الألعاب الذهنية بعمل مقاطع الموت هي عبارة عن أشعار متعلقة بانتحار أوديتا والتي ولدت الأسطورة الشهيرة عن الحب الجميل بينهما. بدأت في عام 1904 العمل كمدرس مساعد في المدرسة التابعة للشركة الخافتة في سيرينا، كما بدأت أيضاً في إرسال المساندات إلى الصحيفة السيريانية كوكيميو. في العام التالي استمرّت في الكتابة في هذه الصحيفة وأخرى تسمى صوت إلكى في يكونيا منذ عام (1908)، وهي معلمة في منطقة كانتيرا ثم في ثيريوس الواقعة على طريق أويايية، وجدير بالذكر أنّها لم تدرس كي تصبح مُعلمةً; لأنّها لم تكن تمتلك المال اللازم لفعل هذا ولكن فيما بعد أثبتت معارفها في عام (1910) أمام المدرسة العادية الّتي تحتل المرتبة الأولى في سانتياغو وتأهلت لتكون مُعلمةً للدولة في المدارس الثانوية بمعارفها وخبرتها دون الالتحاق بالمعهد التربويّ التابع لجامعة تشيلي، وبرهنت بعد ذلك قيمتها المهنية عندما قامت بالتعاقد مع الحكومة المكسيكية للإرساء أسس نظامها التعليميّ الجديد والّذي ظلّ فعالاً تقريباً في جوهره، فقط حدث به بعض الإصلاحات بهدف تحديثه.

### البدايات الأدبية
حصلت في الثاني عشر من ديسمبر لعام (1914) على أول جائزة في المناظرة الأدبية لمسابقة الألعاب الذهنية في سانتياغو بمقطوعات الموت. استخدمت من ذلك الحين الاسم الأدبي المستعار جابرييلا ميسترال في جميع أعمالها تقريباً، تكريماً لإثنين من شعراءها المفضلين، الإيطالي غارييل دانونسو والفرنسي فريدريك ميسترال. نشر جوليو مولينا وخوان أغسطين في عام (1917) واحدة من أهم المقتطفات الشعرية الغنائية التشيلية، ظهرت لوثيا جودوى في هذا العمل كواحدةٍ من أكبر الشعراء التشيليين ويعد هذا العمل واحداً من أخر الأعمال التي استخدمت فيها اسمها الحقيقي.
شغلتْ منصب مفتش في مدرسة البنات في سيرينا كونها مربية فاضلة، قامت بزيارة كلاً من المكسيك والولايات المتحدة الأمريكية وأوروبا بهدف دراسة المدارس والأساليب التربوية في هذه البلاد، كما تمّ دعوتها إلى بعض الجامعات مثل جامعة بيرنا وجامعة ميدليرى وجامعة بورتوريكو. عاشت في أنتوفامستا الواقعة أقصى الشمال حتى ميناء بونتا أريناس الواقع في أقصى الجنوب، حيث أدارت أول مدرسة ثانوية لها وشجعت الحياة المدنية محدثتاً إياها إلى الأبد. يرجع تعلقها بميناء بونتا إلى علاقتها بلاورا رودديج التي تعيش في هذه المدينة، لكن كاتبة إلكى لم تستطع تحمل الطقس القطبي لذلك طلبت النقل، وبالفعل انتقلت إلى تيموكو في عام (1920) من حيث بدأت رحلتها في العام القادم إلى سانتياغو، التقت أثناء إقامتها في أراوكانيا بشاب يُدعى نيختالى رييس والذي لاحقاً سيعرف عالمياً باسم بابك نيرودا. كانت تطمع جابرييلا ميسترال إلى تحدى من نوع جديد بعد إدارتها لمدرستين للمرحلة الثانوية يتمتّعان بجودةٍ سيئة، حصلت على المنصب المرموق كمديرةٍ للمدرسة الثانوية السّادسة في سانتياغو لكنها لم تقابل بحفاوه من قبل المدرسين، منتقدين إفتقارها للدراسات المهنية.
يعدّ «إقفار» هو أولَ عملٍ رائدٍ لها حيث ظهر في نيويورك في عام (1922)، والّذي تمّ نشره بواسطة معهد الإسبانيات بمبادرة من مديرهِ فيديريكو أونيس، تمّ كتابة معظم قصائد هذا الكتاب قبل عشر سنوات من نشره أثناء مكوثها في حي كوكيمبيتو. بدأت جابرييلا ميسترال في الثالث من يونيو من ذلك العام في صحبة لاورادودريج رحلتها نحو المكسيك بدعوةٍ من وزير التعليم في ذلك الوقت خوسيه باسكونثيلوس، مكثت هنالك قرابة العام تعمل مع المفكرين البارزين في العالم المتحدث بالقشتالية في ذلك الوقت.
افتتحت المكسيك في عام (1923) تمثالاً، هناك نشرت عملها قراءة من أجل النساء. أمّا في تشيلي فقد ظهر الإصدار الثاني من كتاب«إقفار» بتوزيع عشرين ألف نسخة كما ظهر في إسبانيا كتاب «مختارات» من أفضل الأشعار بمقدمة لمانويل فونتوليو، وعقب قيامها بجولة داخل الولايات المتحدة وأوروبا، عادت إلى تشيلى حيث تأزم الوضع السياسيّ وأصبحت مضطرةً للعمل من جديد داخل أوروبا في عام 1926 كمسؤولةٍ عن أحد أقسام عصبة الأمم، وفي نفس العام شغلت منصب أمانة معهد التعاون الدوليّ وعصبة الأمم في جنيف وفي عام 1924 قامت بنشر كتاب «تيرنورا» في مدريد وفيه قامت بعمل بعض التجديدات في «الشعر التعليمي»، مستحدثةً أيضا الأنواع التقليدية للأشعار الخاصة بالأطفال، على سبيل المثال: «أغاني المهد والتهويدات» وذلك على طريقة تجربتها الشعرية المحدودة والمنقحة، وفي عام 1924 توفت والدتها –بترونيلا الكايجا – ولذلك خصصت لها الجزء الأول من كتابها «تالا».
ومنذ ذلك الوقت تحولت حياتها إلى سلسلةٍ من العمل المستمرّ الذي بدأته في تشيلى، وكان ذلك دون وجود موقف محدد تستخدمه لإثبات موهبتها، ولذلك فضلت أنْ تعيش مابين أمريكا وأوروبا، وفي إطار ذلك قد سافرت إلى العديد من الأماكن أهمها جزيرة بويرتو ريكو في عام 1931، وكان ذلك في إطار جولة قامت بها داخل جزر الكاريبي وأمريكا الجنوبية، وبصدد هذه الجولة قد تمّ منحها لقب «سيدة الجيش المدافع عن السيادة الوطنية» في نيكاراجوا، ويرجع الفضل في ذلك إلى الجنرال –اجوستو ساندينو – والّذي كان يشغل مناصب عديدة من أهمها أستاذاً بجامعة بويرتو ريكو وريو بيدراس في «سانتو دومينجو» في كوبا وفي جميع البلدان الأخرى التابعة لأمريكا الوسطى. وكان ساندينو يمنحها دعمه دائما في العديد من أعمالها.
ومنذ عام 1933 ولمدة إستمرّت عشرون عاما، عملت كقنصل لبلدها في أوروبا وأمريكا، وقد ترجمت أشعارها إلى العديد من اللّغات منها الإنجليزية والفرنسية والإيطالية والألمانية والسويدية، وقد بدت متأثرة في أعمالها ببعض كتاب أمريكا اللاتينية السابقين مثل: روبين دارييو وأوكتافيو باث.

### جائزة نوبل
تلقت خبر حصولها على جائزة نوبل في عام 1945 وذلك أثناء وجودها في العاصمة البرازيلية بيتروبوليس حيث كانت تعمل قنصل لبلدها منذ عام 1941، وقد تزامن هذا مع انتحار ابن اخيها ين ين – خوان ميجيل ميندوثا- في سن الثامنة عشر والذي قامت برعايته بمشاركة صديقتها –بالما جيين– والتي كانت محل ثقةٍ بالنسبة لها، وبذلك قد قامت صديقتها برعايته بمفردها وعاش معها ين ين منذ أنْ كان في سن الرابعة.
ويعدّ الدافع وراء تسليمها جائزة نوبل هو «أعمالها الشعرية» الملهمة بتعبيراتها القوية والتي حولت اسمها إلى رمزٍ يمثل التّطلعات المثالية لشعوب أمريكا اللاتينية. وقد عادت إلى الولايات المتحدة الأمريكية للمرة الرابعة في أواخر عام 1945 ولكن هذه المرّة لتشغل منصب قنصل في ولاية لوس انجلوس، وعن طريق الأموال التي حصلت عليها قامت بشراء منزلٍ خاصٍ بها في سانتا باربرا. وفي العام التالي كتبتْ جزءاً من كتابها «لاجار» الّذي نُشِرَ في تشيلى عام 1954، والّذي تتميّز أشعاره بوجود بصمةٍ واضحةٍ لآثار الحرب العالمية الثانية، وفي عام 1946 تعرفت على الكاتبة الأمريكية – دونيس دانا – حيث رُبِطَتْ بينهما علاقة وطيدة مثيرة للجدل إستمرّتْ لعّدة سنوات وإنتهت بوفاة جابريلا مسيترال.

### في نيويورك
في عام 1953 تمّ تعينها قنصل لبلدها في مدينة نيويورك، وقد حصلت على هذا المنصب نتيجةً لقربها من الكاتبة الأمريكية دوريس دانا والّتي تعرّفت عليها عام 1946، حيث كانتْ تشغل منصب متحدثاً رسمياً. وكما يبدو فإن المراسلات بين دانا وميسترال تكشف عن وجود علاقةً وطيدةًَ بينهما وهو الشئ الّذي كانت تنفيه دانا حتّى وفاتها، وقد كانت هذه المراسلات دليلا على المعاناة التي تعيشها كلا منهما، حيث نشرت في تشيلى بواسطة المحرر لومين في عام 2009 وذلك تحت عنوان نينيا الرانتي وذلك عن طريق نسخ اخبارٍ خاصةٍ بـ (بيدرو) بابلو ثيجريس «أمين الأرشيف الخاص بالكاتبة في المكتبة الوطنية» والتي تحتوى على هذه المراسلات: «دوريس أنني أقيم في الولايات المتحدة لأجلك»، ثمّ ترد عليها قائلة: «وأنا موجودةٌ في جميع الأماكن في هذهِ الأرض وفي السماء»، ثمّ ترد عليها في النهاية قائلة: «إنّهُ من الجنون الإستمرار في هذهِ العلاقة».
وفي عام 1954 استقبلت جابريلا ميسترال استقبالا حافلا وذلك بعد الدعوة التي وجهت لها من قبل الحكومة التشيلية والتي يرأسها كارلوس ايبانيث، وكانت دوريس دانا ترافقها في هذه المناسبة والتي وصفتها الصحافة الوطنية بمديرة الأعمال الخاصة لغابريلا والتي خطت الأراضي التشيلية للمرة الأولى والأخيرة. وداخل سانتياجو قد أعلن عن عطلة رسمية، حيث انتظرتها السلطات اثناء مرورها بعربتها المكشوفة والتي كانت ترافقها دوريات الشرطة المتبوعة براكبي الخيول، وأيضا وجود بعض الطلبة التابعين لجامعات مختلفة وهم حاملون الأعلام. وفي طريقها عبرت من خلال قوس النصر المصنوع من الورود الطبيعية والذي كان مكتوب عليه عبارة: «رامي البذور الجيدة هو من يفعل ذلك بينما يغني» وفي طريقها كان الناس يلقون عليها الزهور. وفي مساء اليوم ذاته استقبلها الرئيس أبانيث، وفي اليوم التالي قد تم منحها الدكتوراه الفخرية من جامعة تشيلي، ثم عادت بعد ذلك إلى الولايات المتحدة «البلد التي لا اسم لها» على حد قولها. فقد كانت مدينة نيويورك بالنسبة لها مدينة باردة إلى حد ما فقد كانت تفضل ان تعيش في فلوريدا أو نويباس اورليانس، حيث باعت جميع ممتلكاتها الخاصة في كاليفورنيا مثلما قالت لها دوريس، والتي اقترحت عليها شراء منزل يحمل اسميهما في أحد هذه الأماكن، ولكن في النهاية أقامت في لونج ايلاند في قصر تملكه عائلة دانا، وبعد ذلك انتقلت للإقامة في ضاحية المدينة العملاقة. وفي ذلك الوقت كانت دوريس دانا مدركة ان وجود غابريلا مسترال محدود، وبدأت في عملية بحث شامل لكل حوار اجرته مع الشاعرة بالإضافة إلى أنها جمعت 250 من الخطابات وآلاف المقالات الأدبية الّتي تعتبر الآن بمثابة تراث مهم لتلك الشاعرة والذي تبرعتْ به لابنة أخيها دوريس اتكينسون عقب وفاتها في نوفمبر 2006.

## الوفاة
كانت غبريلا مسترال تعانى من السكر ومشاكل في القلب ووافتها المنية في مستشفي دى هيمستيد بسبب سرطان في البنكرياس وكان ذلك في 10 يناير 1957 عن عمر يناهز 76 عام، بينما كانت دوريس دانا على قيد الحياة. وظلّتْ دوريس دانا صاحبة الحق في التصرف لأعمال غابريلا وتعمدت ألا ترسلها إلى تشيلى إلى أن يتم الأعتراف بها بما يتفق وقامتها الشعرية على المستوى العالمى، وبالمثل فإنها عملت على ان تصلها دعوة من الحكومة التي كان يرأسها ريكاردو لاجوس اسكوبار وهي الدعوة الّتي رفضتها بذوق.
وأشترطت غابريلا مسترال في وصيتها أن يخصص جزء من ثمن بيع كتبها في أمريكا الجنوبية للأطفال الفقراء في مونتيجراند حيث قضت فيها أجمل أيام طفولتها ويخصص ثمن بيع الكتب في المناطق الأخرى لدوريس دانا وبالما غيين الذي تخلى عن هذا التراث لصالح الأطفال الفقراء، ولكن لم يتم تنفيذ تلك الوصية بسبب مرسوم رقم 2160 يخصص إنتاجها الأدبى لدور النشر والمفكرين، وتبرعت ابنة أخت دوريس دانا دوريس اتكيسون بالأرث الأدبى لغبريلا مسترال إلى الحكومة التشيلية، أكثر من أربعين ألف وثيقة محفوظة حالياً في المكتبة الوطنية في تشيلى شاملة 250 من الخطابات مُختارة بواسطة زيجرز من أجل نشرها، ووصل الباقى ي إلى تشيلى في 19 يناير عام 1957 وتم حفظها في مقر جامعة تشيلي لتصبح بعد ذلك مختفية في مونتجراند كما كانت رغبة غابريلا مسترال وذكرت دوريس دانا أنّها تودّ في تسمية تلّ بمونتيجراند باسم الشاعرة تكريماً لها وحصلتْ على هذا التكريم بعد وفاتها 7 أبريل 1991 الّذي كان سيوافق عيد ميلادها ال 102 وأصبح أسم سيرو فراريلى باسم غابريلا مسترال، وقد نشرت الشاعرة والباحثة خايمى كيسادا في عمل غابريلا مسترال سلسلة من الكتب عقب وفاتها مع مؤلفات حاصلة على جائزة نوبل(مؤلفات سياسية 1994 – قصائد كاملة 2001 – نثر مجمع 2002).

## الجوائز والألقاب
و في عام 1979 أنشأت منظمة الدول الأمريكية جائزة نوبل غابريلا مسترال (جائزة الثقافة لغابريلا مسترال) بهدف التعرّف على هؤلاء الّذين ساهموا في تحديد الهوية وإثراء الثقافة الأمريكية ومناطقها الثقافية إمّا عن طريق التعبير عن قيمهم أو أنضمامها إلى القيم العالمية للثقافة.
و قد مُنِحَتْ غابريلا مسترال جائزة نوبل لأوّل مرّة عام 1984 والأخيرة عام 2002, ويوجد أيضاً سلسلة من الجوائز والمناظرات الّتي تحمل أسمها.
منذ يوليو 1981 ظهرتْ صورة غابريلا مسترال على تذكرة قيمتها 5000 بيسوتشيلى، وفي سبتمبر 2009 وُضعتْ في التداول تذكرة جديدة بنفس القيمة مع صورة أخرى لمسترال وتمّ تسمية جامعة خاصة تأسستْ عام 1981 والّتي تعتبر من أولى الجامعات في تشيلى: جامعة غابريلا مسترال وفي عام 1997 أسست الحكومة في تشيلى وسام الأستحقاق للتربية والثقافة تكريماً للشاعرة غابريلا مسترال.
في 15 نوفمبر2005 تلقت غابريلا مسترال أحترام بالغ في مترو سانتياغودى لإحياء الذكرى الستين لحصولها على جائزة نوبل وكُرِّسَ لها القطار الحلزونى مغطى بصورٍ لها، وتقريباً جميع المدن الرئيسية في تشيلى تحتفظ بشارعٍ أو ميدانٍ حاملاً اسم غابريلا مسترال تكريماً لها.
و في ديسمبر 2007 وصل إلى تشيلى الكثير من المواد المُحتفظة في الولايات المتحدة عن طريق دوريس دانا (صاحبة الحق في التصرف) وقد تلقت وزيرة الثقافة في تشيلى باولينا أوروتيا إلى جانب دوريس اتكنسون – المنفذ الجديد. وتم القيام بعملية التجميع والقص والنسخ من قبل التشيلى لويس فارجاس سافيدرا في نفس الوقت الذي يعد طبعة من عمل يُسمى الماثيجا.
و في أكتوبر 2009 تم تغيير اسم بوابات مبنى دييغو كمركز غابريلا مسترال الثقافي. وأصدر الرئيس ميشل باشيلت قانون رقم 20386 في 27 أكتوبر في نفس العام ووفقاً لهذا القانون تمّ تغيير تسمية المبنى إلى مركز غابريلا مسترال الثقافي وذلك من اجل تخليد ذكراها وتكريماً لأسمها وأسهامها في تشكيل الإرث الثقافي في تشيلى والأدب الأمريكى.وتم منحها جوائز مثل
-جائزة نوبل للأدب 1945
-الدكتوراه الفخرية من كلية ميلز في أوكلاند – كاليفورنيا 1947
-الجائزة الوطنية للأدب في تشيلى 1951
و من أبرز ما حصلت عليه غابريلا مسترال من شهادات فخرية، تلك من جامعة غواتيمالا، وجامعة كاليفورنيا (لوس انجلوس) وجامعة فلورنسا (إيطاليا), بالإضافة إلى تلك التي مُنحت اليها 1953 عند عودتها إلى الوطن.

## الأعمال
- 1914- سوناتات الموت[7]
- 1922- الخراب
- 1923- قراءات للنساء[8]
- 1924- الرقة (أغاني الأطفال)
- 1934- الغيوم البيضاء[9]
- 1938- تالا[10]
- 1941- مقتطفات
- 1952- قصائد الموت
- 1954- مصنع الخمرة
- 1957- المهمات
- 1958- قصائد كاملة
- 1967- قصيدة حول تشيلي
- 1992- مصنع الخمرة 2

## أعمال حول جابرييلا ميسترال
- الأفقار 1922
- الحنان. أغاني الأطفال، مدريد 1924
- السحب البيضاء: الأشعار، برشلونة 1930
- قصائد الموت وقصائد رثائية أخرى، سانتياغو 1952